# Satrapia pyrotechnica
Satrapia pyrotechnica är en fjärilsart som beskrevs av Edward Meyrick 1935. Satrapia pyrotechnica ingår i släktet Satrapia och familjen praktmalar, Oecophoridae. Inga underarter finns listade i Catalogue of Life.